# Huntsville (Tennessee)
Huntsville és una població dels Estats Units a l'estat de Tennessee. Segons el cens del 2000 tenia 981 habitants.

## Demografia
Segons el cens del 2000, Huntsville tenia 981 habitants, 406 habitatges, i 259 famílies. La densitat de població era de 114,1 habitants/km².
Dels 406 habitatges en un 32% hi vivien nens de menys de 18 anys, en un 45,8% hi vivien parelles casades, en un 14,3% dones solteres, i en un 36% no eren unitats familiars. En el 33% dels habitatges hi vivien persones soles el 13,1% de les quals corresponia a persones de 65 anys o més que vivien soles. El nombre mitjà de persones vivint en cada habitatge era de 2,31 i el nombre mitjà de persones que vivien en cada família era de 2,94.
Per edats la població es repartia de la següent manera: un 24,8% tenia menys de 18 anys, un 12,1% entre 18 i 24, un 28,4% entre 25 i 44, un 23,5% de 45 a 60 i un 11,1% 65 anys o més.
L'edat mediana era de 34 anys. Per cada 100 dones de 18 o més anys hi havia 92,2 homes.
La renda mediana per habitatge era de 20.069 $ i la renda mediana per família de 25.804 $. Els homes tenien una renda mediana de 26.902 $ mentre que les dones 19.375 $. La renda per capita de la població era de 16.469 $. Entorn del 17,2% de les famílies i el 24,1% de la població estaven per davall del llindar de pobresa.

## Poblacions més properes
El següent diagrama mostra les poblacions més properes.